# كناريون
الكناريون (بالإسبانيَّة: Canarios) هم مجموعة عرقية تتواجد في جزر الكناري التابعة لإسبانيا وفي سواحل غرب أفريقيا، يبلغ تعدادهم 1.5 مليون نسمة 74% منهم يتواجدون في جزر الكناري والبقية منهم منتشرين في بقية أنحاء العالم ويتواجدون في إسبانيا وفنزويلا وكوبا والأرجنتين والمملكة المتحدة والمكسيك وألمانيا والأوروغواي والبرازيل وبورتوريكو وجمهورية الدومينيكان، يتكلمون باللغة الإسبانية باللهجة الكنارية ويعتنق أغلبهم المسيحية بمذهبها الروماني الكاثوليكي.